# Гневошув (гмина)
Гневошув (пол. Gniewoszów) — сельская гмина (волость) в Польше, входит как административная единица в Козеницкий повет, Мазовецкое воеводство. Население — 4232 человека (на 2004 год).

## Демография
| Перепись                       | Всего   | Всего | Женщины | Женщины | Мужчины | Мужчины |
| ------------------------------ | ------- | ----- | ------- | ------- | ------- | ------- |
| Единицы                        | человек | %     | человек | %       | человек | %       |
| Население                      | 4232    | 100   | 2217    | 52,4    | 2015    | 47,6    |
| Плотность населения (чел./км²) | 50,2    | 50,2  | 26,3    | 26,3    | 23,9    | 23,9    |

## Сельские округа
1. Богушувка
2. Борек
3. Гневошув
4. Кочолек
5. Марянув
6. Марковоля
7. Марковоля-Колёня
8. Месциско
9. Олексув
10. Регув-Стары
11. Славчин
12. Сарнув
13. Вулька-Баханьска
14. Высоке-Коло
15. Залесе
16. Здункув
17. Зволя

## Соседние гмины
1. Гмина Гарбатка-Летниско
2. Гмина Полична
3. Гмина Пулавы
4. Гмина Сецехув